# 海因里希·昂斯特
海因里希·昂斯特（德語：Heinrich Angst，1915年8月29日—1989年9月9日），瑞士男子雪车运动员。他曾代表瑞士参加1948年和1956年冬季奥林匹克运动会雪车比赛，其中1956年冬季奥运会获得一枚金牌。